# Абдул-Карим аль-Джили
Абд аль-Карим ибн Ибрахим аль-Джили (араб. عبد الكريم الجيلى‎) — исламский мыслитель. Знаменитый суфий, последователь учений крупнейшего представителя суфизма Ибн Араби. Придерживался суфийского тариката (ордена) Кадырия, основателем которого был Абд аль-Кадир аль-Джилани (1077—1166).

## Биография
Предположительно, родился в 767/1365 на территории современного Ирака, на территории одного из районов Багдада (район Джил), умер в период с 826/1421 по 832/1428. Был учеником Шейха Шарафа Аль-Дин Исмаил Ибн Ибрахим Аль-Джабарти (умер в 806/1403) из города Забида, Йемен, представителя Кадырийского тариката. Аль-Джабарти следовал учениям Ибн Араби и являлся учеником Абу Бакра Мухаммада аль-Хаккак.
Абд аль-Карим аль-Джили много путешествовал. Так например, он посетил древний город Каши, Индия в 789/1387, города Санаа и Забид, Йемен, где предположительно он учился у Аль-Джабарти, который находился под защитой династии Расулидов.
В 803/1400 он путешествует в Каир, затем в Газу и возвращается в Йемен в 805/1402. Там он собирает учеников Аль-Джабарти, основывает школу и заканчивает свою самую знаменитую работу «Аль-инсан аль-кямиль» («Совершенный человек»). Впоследствии путешествует в Мекку и Медину в 812/1409 и затем возвращается в Йемен, где и умирает.
Некоторые исследователи предполагают, что одной из величайших заслуг Абд аль-Карим аль-Джили является распространение учений Кадырийского тариката в Индии.